# Voćin
Voćin je naselje i općina u Hrvatskoj, smještena u južnom dijelu Virovitičko-podravske županije. Graniči s gradom Slatinom, općinama Suhopolje, Čačinci i Mikleuš, te sa županijama Bjelovarsko-bilogorskom i Požeško-slavonskom.

## Ime
Naziv Voćin najvjerojatnije potječe od stare hrvatske riječi „očina“, koja znači ‘baština’ ili ‘očevina’. To potvrđuju i srednjovjekovni latinski zapisi, u kojima se ime mjesta pojavljuje u različitim oblicima, poput Athyna, ali i Atina, Othina, Achyna ili Agyna. Zanimljivo je da se ovaj latinski naziv zadržao u mađarskom jeziku u kojem se Voćin i danas naziva Atyina.

## Naselja
Općina Voćin sastoji se od 19 naselja: Bokane, Ćeralije, Dobrić, Donje Kusonje, Đuričić, Gornje Kusonje, Gornji Meljani, Hum, Hum Varoš, Kometnik–Jorgići, Kometnik–Zubići, Kuzma, Lisičine, Macute, Mačkovac, Novo Kusonje, Popovac, Rijenci, Sekulinci, Smude i središnje naselje Voćin.

## Zemljopis
Općina Voćin smještena je u južnom dijelu Virovitičko-podravske županije, gdje zauzima površinu od 295,80 km², što čini 14,63 % ukupne površine županije. Graniči sa gradom Slatinom i općinom Suhopolje na sjeveru, općinama Čačinci i Mikleuš na istoku, Bjelovarsko-bilogorskom županijom na zapadu te Požeško-slavonskom županijom na jugu. Zahvaljujući svom položaju, Voćin predstavlja prirodnu poveznicu između virovitičkog, daruvarskog, požeškog, orahovačkog te osobito slatinskog područja, čime ima značajnu prometnu i geografsku ulogu.

### Reljef i hidrografija
Voćin se nalazi na sjevernim padinama planine Papuk, na visini od 215 metara nad morem. Smješten je u kotlini kojom protječe rijeka Voćinka (poznata kao i Voćinska rijeka), a cijelo područje orijentirano je u smjeru zapad–istok. Rijeka Voćinka izvire među sjevernim obroncima Papuka te teče prema istoku, gdje se ulijeva u Dravu. Otvorenost doline prema dravskoj nizini omogućava komunikaciju s Podravinom i Transdanubijom na sjeveru, dok položaj na prirodnom putu između dravske ravnice i Požeške kotline omogućava povezanost s ovim područjem na jugu.
Rijeka Voćinka nastaje spajanjem potoka Jovanovica i Đedovica (poznat kao i Djedovica), na nadmorskoj visini od 300 metara u središtu Voćina. Od njih je Đedovica duža, s ukupnom duljinom od oko 11,7 km, a izvire na padinama istoimenog vrha na krajnjim zapadnim dijelovima Papuka. Sama rijeka Voćinka ima ukupnu duljinu od 36 km. Voćinska rijeka, zajedno s Branjinskom rijekom, jugoistočno od Čađavice, u šumi Sastavci kod naselja Čađavički Lug, stvara rijeku Karašicu, koja je desna pritoka Drave. Karašica se potom kod Petrijevaca ulijeva u Dravu, čime ovaj vodeni sustav ima značajnu ulogu u hidrografiji istočne Slavonije.

### Klimatske i ekološke značajke
Područje Voćina odlikuje se raznolikim prirodnim bogatstvima, reljefom, geološkim sastavom tla te klimatskim i hidrološkim karakteristikama. Vegetacijski pokrov čini mješavina šumskih i poljoprivrednih površina, što doprinosi bioraznolikosti i ekološkoj vrijednosti kraja. Zahvaljujući takvom položaju, Voćin je od prapovijesti bio privlačno mjesto za naseljavanje, o čemu svjedoče brojni arheološki nalazi i povijesni izvori.

## Stanovništvo
Tijekom burne povijesti broj i sastav stanovništva općine Voćin iz godine u godinu uvelike se mijenjao. 
| Naselje          | 1991. | 2001. | 2011. | 2021. |
| ---------------- | ----- | ----- | ----- | ----- |
| Bokane           | 116   | 192   | 215   | 135   |
| Ćeralije         | 284   | 597   | 623   | 579   |
| Dobrić           | 64    | 4     | –     | –     |
| Donje Kusonje    | 97    | 4     | 5     | 5     |
| Đuričić          | 89    | 2     | –     | –     |
| Gornje Kusonje   | 69    | 36    | 13    | 10    |
| Gornji Meljani   | 172   | 12    | 15    | 8     |
| Hum              | 243   | 102   | 90    | 62    |
| Hum Varoš        | 61    | 40    | 47    | 24    |
| Kometnik-Jorgići | 119   | 58    | 26    | 27    |
| Kometnik-Zubići  | 171   | 17    | 28    | 16    |
| Kuzma            | 25    | –     | –     | –     |
| Lisičine         | 160   | 6     | –     | –     |
| Macute           | 286   | 80    | 33    | 19    |
| Mačkovac         | 75    | 73    | 47    | 31    |
| Novo Kusonje     | 48    | 26    | 22    | 15    |
| Popovac          | 43    | 2     | –     | –     |
| Rijenci          | 120   | 7     | 5     | 3     |
| Sekulinci        | 238   | 16    | 7     | 2     |
| Smude            | 103   | 4     | 15    | 4     |
| Voćin            | 1569  | 1221  | 1191  | 956   |
| Općina Voćin     | 4152  | 2421  | 2384  | 1896  |

|       | Hrvati         | Srbi          | Bošnjaci   | Austrijanci | Albanci    | Mađari     | Rusi       | Slovenci   | Ostali     | Nepoznato  |
| ----- | -------------- | ------------- | ---------- | ----------- | ---------- | ---------- | ---------- | ---------- | ---------- | ---------- |
| 2001. | 2069 / 85,46 % | 315 / 13,01 % | 2 / 0,08 % | –           | 5 / 0,21 % | 1 / 0,04 % | 1 / 0,04 % | 1 / 0,04 % | 3 / 0,12 % | 3 / 0,12 % |
| 2011. | 2147 / 90,13 % | 211 / 8,86 %  | 4 / 0,17 % | –           | 4 / 0,17 % | –          | 1 / 0,04 % | –          | –          | 1 / 0,05 % |
| 2021. | 1784 / 94,09 % | 90 / 4,75 %   | 2 / 0,11 % | 1 / 0,05 %  | –          | –          | 1 / 0,05 % | 1 / 0,05 % | 1 / 0,05 % | 2 / 0,11 % |

| broj stanovnika | 6551  | 7703  | 7095  | 8562  | 9181  | 10586 | 10034 | 11703 | 7446  | 8129  | 7342  | 6016  | 4799  | 4152  | 2421  | 2382  | 1896  |
|                 | 1857. | 1869. | 1880. | 1890. | 1900. | 1910. | 1921. | 1931. | 1948. | 1953. | 1961. | 1971. | 1981. | 1991. | 2001. | 2011. | 2021. |

| broj stanovnika | 1221  | 1359  | 1201  | 1483  | 1524  | 1884  | 1817  | 1980  | 1082  | 1460  | 1567  | 1489  | 1558  | 1569  | 1161  | 1191  | 956   |
|                 | 1857. | 1869. | 1880. | 1890. | 1900. | 1910. | 1921. | 1931. | 1948. | 1953. | 1961. | 1971. | 1981. | 1991. | 2001. | 2011. | 2021. |

## Povijest
Tijekom Drugog svjetskog rata, dana 13. siječnja 1942. ustaše su u Voćinu ubile 174 stanovnika Kometnika i 32 stanovnika Dobrića. Žene i djecu iz Kometnika su sprovele u privremeni logor u Zdencima, da bi ih kasnije pustili kućama. Nakon kolektivnog uhićenja stanovnika Kometnika, ustaše su opljačkale imovinu tamošnjeg stanovništva.
Samo mjesto Voćin 1991. broji 1160 stanovnika s ukupno 324 domaćinstva, dok cijela općina Voćina selima: Bokane, Ćeralije, Dobrići, Donje Kusonje, Đurđić, Gornje Kusonje, Gornji Meljani, Hum, Hum Varoš, Kometnik, Jorgić, Zubići, Kuzna, Lisićine, Macute, Mačkovac, Nove Kusonje, Popovac, Rijenci, Sekulinci, Smude, broji blizu 3000 stanovnika, od čega 85 % Hrvata i oko 15 % Srba i ostalih manjina.
Početkom velikosrpske agresije na Hrvatsku, Voćin su okupirale velikosrpske snage. U blizini Voćina se nalazio logor Sekulinci, u kojem su mjesni pobunjeni Srbi za vrijeme velikosrpske pobune (u lipnju 1991.) primali pomoć u oružju iz Srbije i od JNA, i od kojeg je išla podjela oružja srpskom pučanstvu. Taj logor je poslije Srbima služio kao zarobljenički logor. Pred kraj okupacije, "Beli orlovi" Dragoslava Bokana su počinili pokolj nad mjesnim Hrvatima 12. i 13. prosinca 1991. godine kad je ubijeno ukupno 47 mještana. Među njima je bilo 15 žena, a s njima i jednog starijeg čovjeka srpske nacionalnosti koji je samoubilački stao pred krvoloke braneći svoje susjede. Hrvatske postrojbe su oslobodile Voćin 15. prosinca 1991. u operaciji Strijela.

## Poznate osobe
- Vladimir Udatny, hrvatski akademski slikar
- Antun Marković, hrvatski nogometaš

## Spomenici i znamenitosti
Voćin je poznato hodočasničko svetište Gospe Voćinske. Mjestom dominira kulturni spomenik katolička crkva Pohođenja Blažene Djevice Marije iz 15. stoljeća građena u kasnogotičkom stilu. Godine 1991. crkva je pobunjenim Srbima služila kao skladište oružja i streljiva, a 13. prosinca 1991. do temelja je srušena aktivacijom eksploziva i gađanjem streljivom iz tenkova.
Nakon dugogodišnje i temeljite obnove crkvu je 14. kolovoza 2011. posvetio biskup Antun Škvorčević. Iznutra crkva je moderno uređena te je krasi vrijedan sakralni namještaj i umjetnička djela nekih od najvećih hrvatskih umjetnika poput kipara Šime Vulasa, Josipa Poljana, Mladena Mikulina i Hrvoja Ljubića; slikara Ive Dulčića, Josipa Biffela i Ljube Ivančića te arhitekta Borisa Vučića Šnepergera.
Pravoslavna crkva Svetih Otaca Prvog Vaseljenskog sabora u Voćinu sagrađena je polovicom 18. stoljeća, a 9. siječnja 1942. ,pet dana prije masovnog zločina na 223 stanovnika Kometnika i Dobrića, je potpuno uništena. Nakon ponovne gradnje sedamdesetih godina prošlog stoljeća, oštećena je i tijekom Domovinskog rata, a 2000. godine obnovljena.

## Obrazovanje
- Dječji vrtić "Voćin"
- Osnovna škola "Voćin"
- Područni odjel Voćin – Glazbena škola Milka Kelemena, Slatina

## Kultura

### Kulturno umjetnička udruga "Voćin"
Na području općine Voćin sa sjedištem u samom Voćinu djeluje Kulturno umjetnička udruga "Voćin".
Udruga je osnovana 2000. godine i djeluje do danas u podršku općine i nekoliko sponzora, broji 55 članova folklorne i  tamburaške sekcije.
Kulturno-umjetnička udruga njeguje tradicijsku baštinu, pjesme i plesove brdskog područja sjeverozapadnog dijela Slavonije čija je posebnost brđanski taraban i ostala brđanska kola. Također održava i tradiciju starog božićnog običaja Kriskinge i Adamaši.
Članovi se pojavljuju na smotrama folklora, sudjeluju na svim događajima i hodočašćima vezanih uz crkvu Pohođenja Blažene Djevice Marije u Voćinu koja je glavno Marijansko svetište Požeške biskupije.
Kulturno umjetnička udruga Voćin jednom godišnje organizira manifestaciju Voćinska kestenijada.
Godine 2005. rekostruirano je staro slavonsko voćinsko ruho koje je nestalo prije više od 70 godina. Opis ženske narodne nošnje: podsuknja je s kupovnom čipkom, a naprijed je rasporak. Unterok je od tvorničkog pamučnog platna, ima šlingu pri dnu i dulji je od suknje. Šlinga ili vez može biti u raznim bojama. Suknja je od tvorničkog jednobojnog materijala, rips, kašmir i slično, plisiran, nabran ili legovan. Fertun je od bijelog tvorničkog platna, različitih veličina i oblika dok je ukras ili umetnuta heklana čipka ilišlinga. Oplećak je od četiri pole čistog platna s ušitim naborima, šlingan na prsima, a rukavi su stegnuti oko zapešća, dugačak do pojasa. Ukrasne marame se nose na oplećku. Velike su, svilene ili kašmirne s ružama te dugačkim resama. Čarape na nogama su bijele boje, pletene. Kao obuća su se nosile počne kao radna obuća ili opanci. Cipele na peticu za svečanije dane. 

Opis muške narodne nošnje: gaće od 4-5 pola, za radne dane bez ukrasa, a u svečanije obliku oskudno ukrašene bijelom šlingom. Košulja-rubača se nosila dugo do ispod bokova ukrašena bijelom šlingom ili vezena crvenom i plavom vunom na prsima. Stegnuta u zapešću i ima ovratnik. Prosluk je crne ili tamnoplave boje, ukrašen tankim strojnim prošivima raznobojnim koncem, metalnim gumbićima, kratak do pasa, podstavljen tkaninom iznutra. Kapa je naziv za crni šešir uskog oboda dok je remen široki i kožni. Na nogama su u radne dane drvene klompe, kožnate opanke, a u svečanijim prigodama čizme.

## Šport
- NK Voćin

## Vanjske poveznice
- Službena stranica općine
- Interaktivna karta Voćina  Arhivirana inačica izvorne stranice od 28. siječnja 2012. (Wayback Machine)